# Stallburg

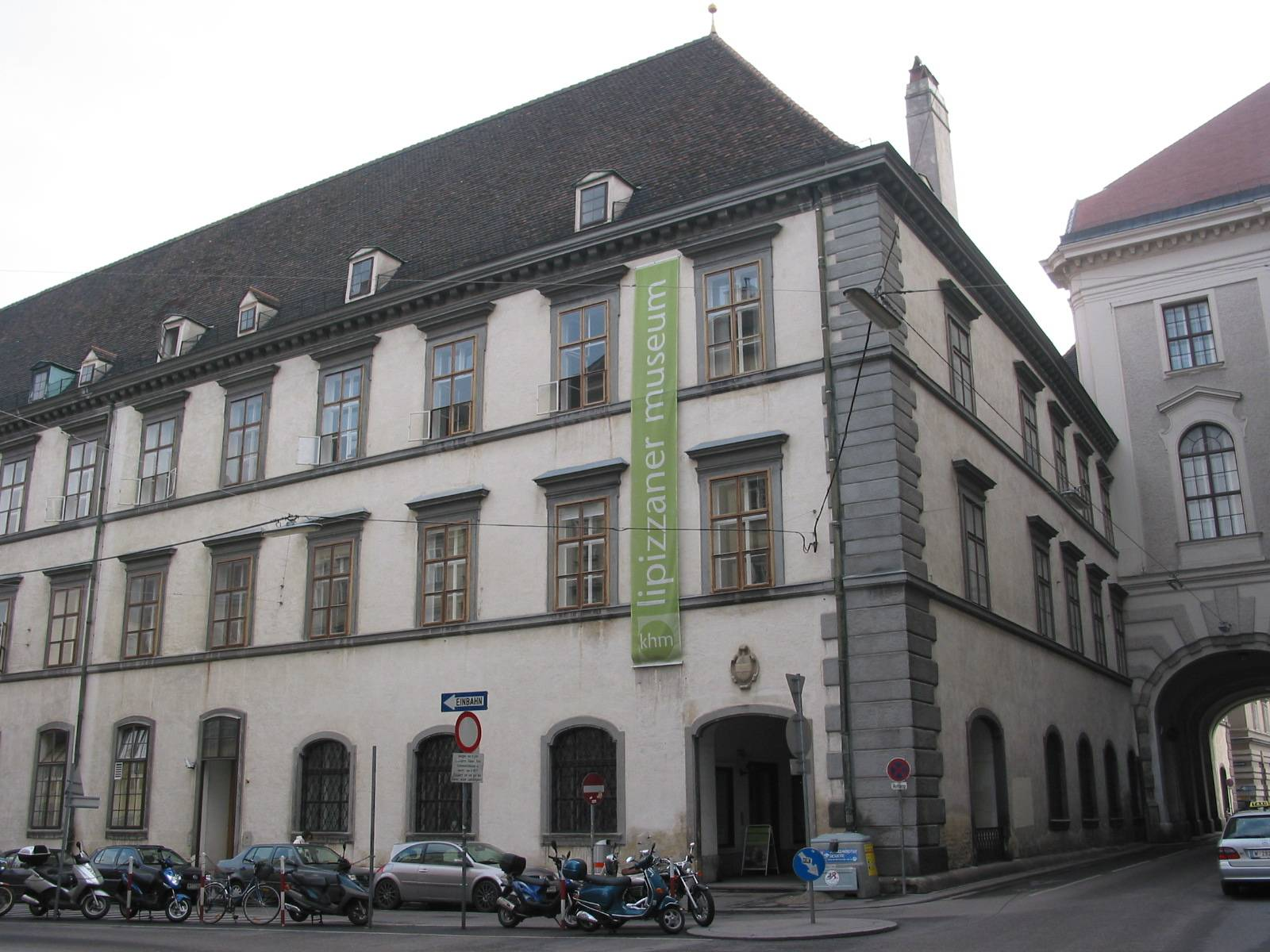
Stallburg, Nordfassade

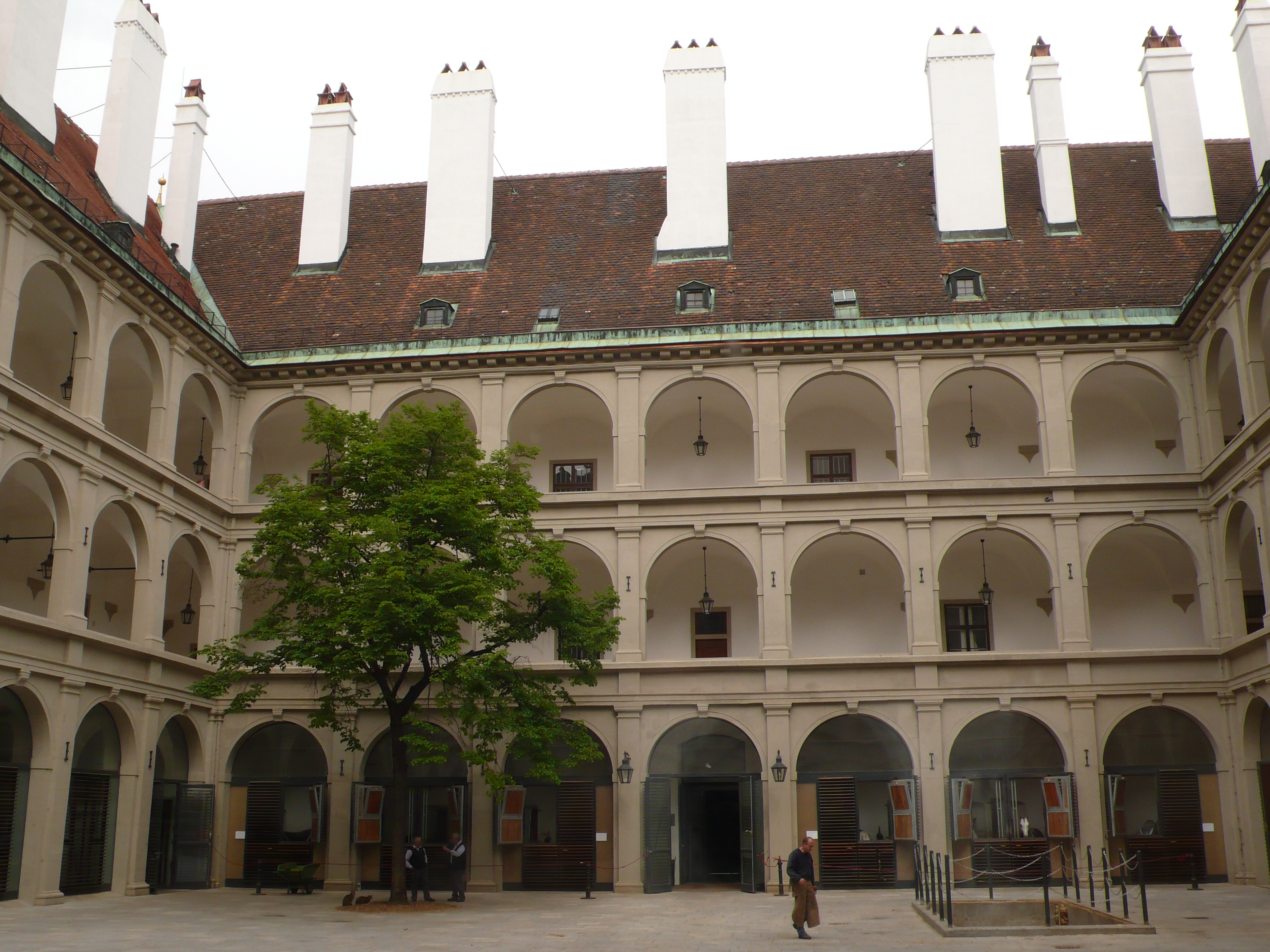
Stallburg, Arkadenhof

Die Stallburg ist ein in der Wiener Innenstadt zwischen Josefsplatz und Michaelerplatz gelegenes dreigeschoßiges Gebäude, einen Arkadenhof umgebend. Die Stallburg ist Teil der Hofburg.

## Geschichte
Bei Ausgrabungen im Innenhof der Stallburg in den Jahren 2004/2005 kamen zwei Gräber der Kupfersteinzeit und verschiedene Baustrukturen der römischen Zeit zu Tage. Letztere gehörten zu Wohn- und Werkstattgebäuden der Zivilsiedlung (canabae), die sich um das Legionslager Vindobona erstreckte.
Die Stallburg selbst wurde im Auftrag des Erzherzogs Maximilian, des späteren Kaisers Maximilian II., Mitte des 16. Jahrhunderts (wahrscheinlich 1558–1565) vom Architekten Pietro Ferrabosco als Residenz errichtet. Ursprünglich sollte der erste Elefant von Wien dort einziehen. Von 1659 bis 1776 war hier die Kunstsammlung des Erzherzogs Leopold Wilhelm untergebracht, die sogenannte Stallburg-Galerie.
Der Name Stallburg kommt von den Leibpferden des Kaiserhauses, die im Erdgeschoß untergebracht waren. Unter der Herrschaft von Kaiser Karl VI. wurden die Pferde der Spanischen Hofreitschule dort untergebracht. Der Brunnen mit schmiedeeisernen Gittern in der Mitte des Hofs wurde 1675 errichtet.
Das Gebäude wurde 1945 kurz vor Ende des Zweiten Weltkriegs durch Bombentreffer schwer beschädigt und 1947 bis 1948 originalgetreu rekonstruiert. Der Durchgang mit den Arkaden zwischen Hofburg und Stallburg wurde am 1. Juli 1948 eröffnet, bei dieser Gelegenheit auch für Fußgeher ein Arkadendurchgang entlang der (schmalen) Stallburggasse. Die Renaissance-Bögen im Hof wurden von 1955 bis 1960, nach mehr als 300 Jahren, freigelegt und das Bauwerk in den ursprünglichen Zustand versetzt. Vorübergehend war in der Stallung die Sekundärgalerie des Kunsthistorischen Museums untergebracht.
Heute sind die Lipizzaner der Spanischen Hofreitschule dort untergebracht, das zugehörige Gestüt befindet sich in Piber in der Steiermark. Von der Reitschulgasse aus kann man den Hof einsehen. Gleich daneben befand sich das inzwischen geschlossene Lipizzaner-Museum.
Im zweiten Stock sind das Österreichische Parlament und die Österreichische Gesellschaft für Außenpolitik und die Vereinten Nationen untergebracht. Im ersten Stock befindet sich der Techniker Cercle. Weiters sind dort auch andere Büros untergebracht.